# Larry Little
Pour les articles homonymes, voir Little.
Pro Football Hall of Fame 1993
(en) Statistiques sur pro-football-reference
Lawrence Chatmon Little, dit Larry Little, né le 2 novembre 1945 à Savannah, est un joueur américain de football américain.
Cet offensive guard a joué pour les Chargers de San Diego (1967–1968) et les Dolphins de Miami (1969–1980) en National Football League (NFL).